# Phönix-Moschee

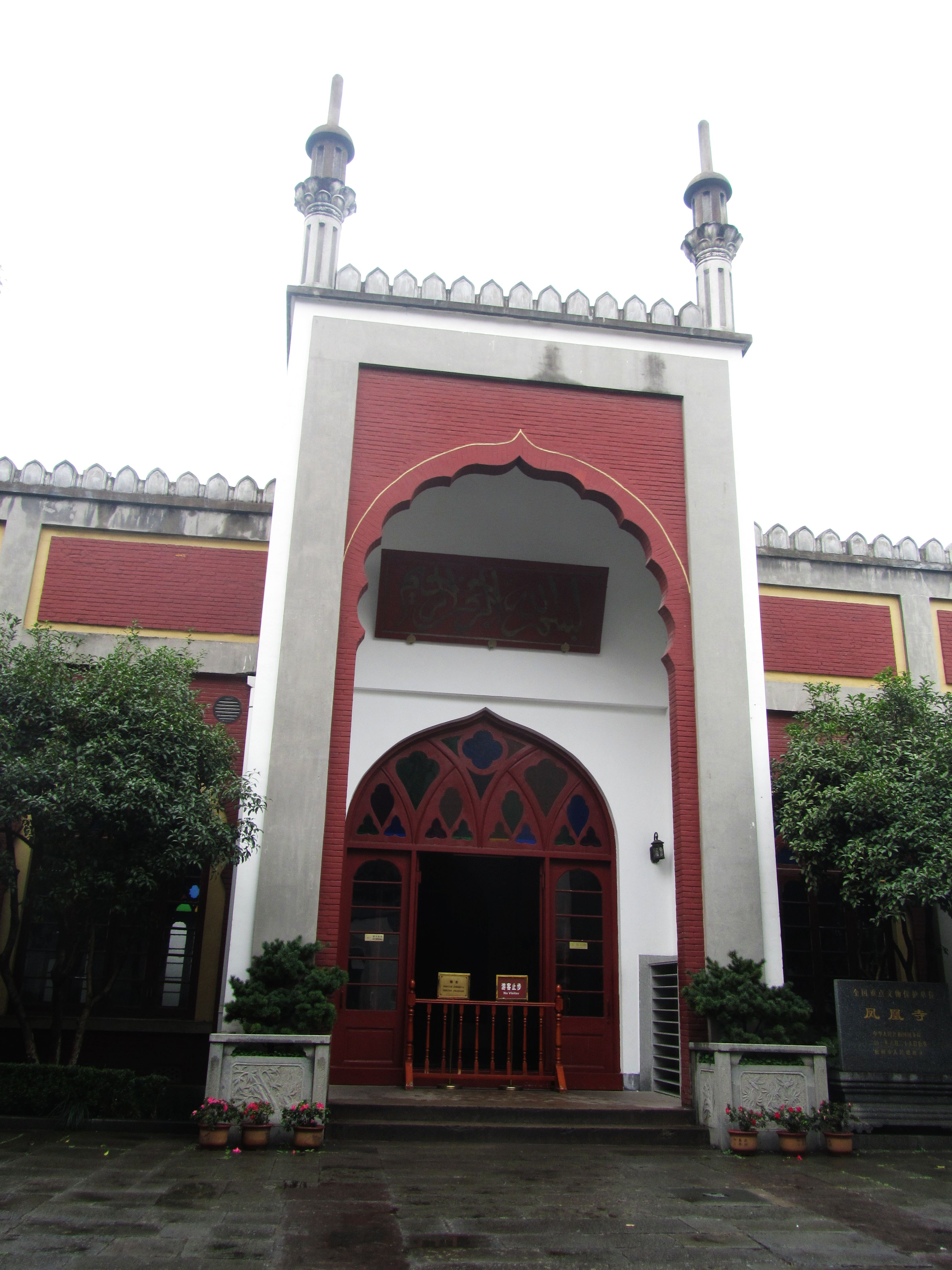
Eingang Phönix-Moschee

Die Phönix-Moschee (chinesisch 凤凰寺, Pinyin Fènghuáng sì, englisch Phoenix Mosque) oder Zhenjiao-Moschee (Zhēnjiāo sì 真教寺 Zhenjiao Mosque) in Hangzhou in der chinesischen Provinz Zhejiang ist neben der Kranich-Moschee in Yangzhou, der Qingjing-Moschee in Quanzhou und der Huaisheng-Moschee in Guangzhou (Kanton) eine der vier großen Moscheen des chinesischen Küstengebiets. 
Die Moschee wurde in der Zeit der Tang-Dynastie gegründet und wurde in der Song-Zeit zerstört. Im Jahr 1281 während der Mongolen-Zeit begann A Laoding 阿老丁 aus den Westlichen Regionen (Xiyu) mit dem Wiederaufbau. Anderen Quellen zufolge wurde sie zwischen 1314 und 1320 wiederaufgebaut. In der Zeit der Ming-Dynastie wurde sie erweitert, in der Qing-Zeit abgeschlossen. 1929 wurden aus städtebaulichen Gründen das Tor und der fünfgeschossige hölzerne Wangyue-Pavillon darauf entfernt.
Die Phönix-Moschee (Fenghuang si) aus der Yuan- bis Qing-Dynastie steht seit 2001 auf der Liste der Denkmäler der Volksrepublik China (5-298).